# Wahlenbergia celata
Wahlenbergia celata är en klockväxtart som beskrevs av Paul Irwin Forster. Wahlenbergia celata ingår i släktet Wahlenbergia och familjen klockväxter.
Artens utbredningsområde är Queensland. Inga underarter finns listade i Catalogue of Life.